# Barrio Los Aromos
Barrio Los Aromos és un suburbi de la ciutat de Maldonado, al sud de l'Uruguai. Limita amb el suburbi de Cerro Pelado a l'est, amb Villa Delia al sud, i amb el cementiri municipal i el parc Chacra Brunett a l'oest.

## Població
Segons les dades del cens de 2004, Barrio Los Aromos tenia una població aproximada de 633 habitants.
| Any  | Població |
| ---- | -------- |
| 1963 | 55       |
| 1975 | 113      |
| 1985 | 145      |
| 1996 | 427      |
| 2004 | 633      |
| 2011 | 956      |